# 미네우치 토모미
미네우치 토모미(일본어: 嶺内 ともみ, 1997년 12월 22일 ~ )는 일본의 여성 성우. 도쿄도 출신. 아임 엔터프라이즈 소속.